# Onocephala
Onocephala – rodzaj chrząszczy z rodziny kózkowatych i podrodziny zgrzypikowych.

## Zasięg występowania
Przedstawiciele tego rodzaju występują w południowej Brazylii.

## Systematyka
Do Onocephala należy 10 gatunków:
- Onocephala aulica
- Onocephala chicomendes
- Onocephala diophthalma
- Onocephala lacordairei
- Onocephala obliquata
- Onocephala rugicollis
- Onocephala suturalis
- Onocephala tepahi
- Onocephala thomsoni
- Onocephala vittipennis